# Eワーク
Eワークとは、デジタル技術を活用した新しい働き方のこと。TV会議システムを活用して在宅で仕事をしたり、Wi-Fi機器を活用して外出先とオフィスを結び仕事をすること。
iPhoneやiPad、そしてWi-Fiのエリアが拡大すれば、理論上どこでも仕事ができるようになるが、人口の少ない地方でのWi-Fi・ブロードバンドの利用の可否（提供の有無）、セキュリティやコンプライアンスの遵守、認証制度の必要性といった課題も残されている。認証された（安心安全な）アフィリエイトプログラムもEワークと称されはじめた。
2010年には日本Eワーク協会が設立され、Eワークをする労働者や雇用する側の企業に対して啓蒙活動等を行っている。日本テレワーカー協会との連携も行なっている。